# Krimml
Krimml är en ort och kommun i Österrike. Den ligger i distriktet Zell am See i förbundslandet Salzburg, 330 km väster om huvudstaden Wien. I söder har kommunen en kort gräns mot Italien.
Kommunen består av tre orter/ortsdelar (Ortschaften) (inom parentes invånarantal 1 januari 2024):
- Hochkrimml (36)
- Oberkrimml (528)
- Unterkrimml (256)

Krimmlerfallen är en grupp vattenfall med en total fallhöjd på 385 meter som ligger strax söder om Oberkrimml.